# Deutsche Tischtennis-Meisterschaft 1997
Die 65. nationale Deutsche Tischtennis-Meisterschaft fand vom 28. Februar bis 2. März 1997 in Berlin in der Max-Schmeling-Halle statt.
Jörg Roßkopf gewann den achten Titel im Einzel. Im Doppel trat er diesmal mit Peter Franz an, mit ihm wurde er wieder Deutscher Meister. Erstmals war die in China geborene Jing Tian-Zörner bei der DM spielberechtigt, sie siegte auf Anhieb. Ilka Böhning/Nicole Struse verteidigten den Vorjahrestitel im Damendoppel, im Mixed wurden Andreas Fejer-Konnerth/Olga Nemes nach 1991, 1992 und 1993 wieder einmal Erster. Elf der 32 möglichen Medaillen wurden von Aktiven gewonnen, die nicht in Deutschland geboren wurden. „Das wird langsam zur Internationalen Deutschen Meisterschaft“ kommentierte Elke Schall.
Krankheitsbedingt fehlten Torben Wosik und Christiane Praedel.
Etwa 7.500 Zuschauer besuchten die Veranstaltung.
| Platz | Herreneinzel    | Dameneinzel      | Herrendoppel                   | Damendoppel                    | Mixed                             |
| ----- | --------------- | ---------------- | ------------------------------ | ------------------------------ | --------------------------------- |
| 1     | Jörg Roßkopf    | Jing Tian-Zörner | Jörg Roßkopf/Peter Franz       | Ilka Böhning/Nicole Struse     | Andreas Fejer-Konnerth/Olga Nemes |
| 2     | Peter Franz     | Nicole Struse    | Miroslav Broda/Vladislav Broda | Jie Schöpp/Olga Nemes          | Vladislav Broda/Susanne Harst     |
| 3     | Thomas Keinath  | Olga Nemes       | Denis Anderson/Heiko Wirkner   | Elke Schall/Nina Wolf          | Sascha Köstner/Nicole Delle       |
| 3     | Steffen Fetzner | Jie Schöpp       | Timo Boll/Steffen Fetzner      | Jing Tian-Zörner/Sandra Tönges | Jürgen Hegenbarth/Tanja Riß       |

In den Einzelwettbewerben wurden drei Gewinnsätze ausgespielt, in den Doppelwettbewerben dagegen nur zwei Gewinnsätze. 

## Wissenswertes
- Mit 12 Jahren war Laura Stumper die jüngste Teilnehmerin. Sie besiegte in der ersten Runde Sandra Peter, verlor danach jedoch gegen Ilka Uhrlandt.
- Seinen achten Titel kommentierte Jörg Roßkopf in Manier eines Buchhalters: 7 plus 1 gleich acht – nicht mehr, nicht weniger.
- Im Halbfinale siegte Jing Tian-Zörner im Zeitspiel nach 0:2 Satz-Rückstand noch 3:2 gegen Jie Schöpp. Die Partie dauerte 80 Minuten.
- Thomas Keinath gewann im Halbfinale gegen Richard Prause mit 3:2, obwohl er einen Satz nach 20:11-Führung noch verlor.
- Zum neunten Mal wurden die Deutschen Meisterschaften in Berlin ausgetragen.